# Tenuipetiolus
Tenuipetiolus is een geslacht van vliesvleugeligen uit de familie Eurytomidae. De wetenschappelijke naam van dit geslacht is voor het eerst geldig gepubliceerd in 1951 door Bugbee.

## Soorten
Het geslacht Tenuipetiolus omvat de volgende soorten:
- Tenuipetiolus medicaginis (Gahan, 1919)
- Tenuipetiolus mentha Bugbee, 1951
- Tenuipetiolus ruber Bugbee, 1951
- Tenuipetiolus teredon (Walker, 1843)